# Rekenen

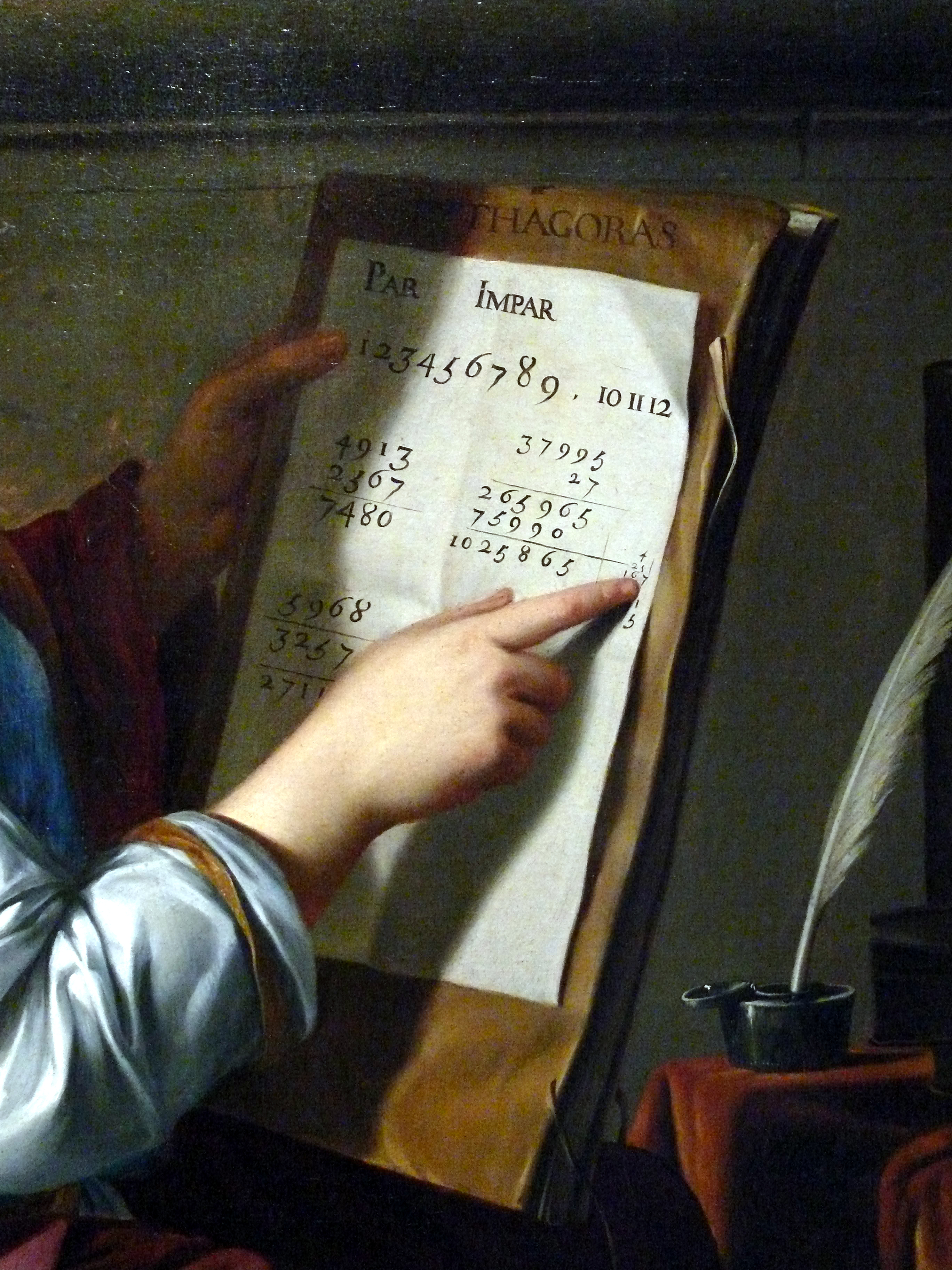
detail van Allegorie van de rekenkunde
door Laurent de La Hyre

Met rekenen, aritmetica, cijferkunst, rekenkunde wordt een aantal bewerkingen, ook wel operaties genoemd, aangeduid die op getallen worden uitgevoerd. Deze bewerkingen zijn: optellen, aftrekken, vermenigvuldigen, delen, machtsverheffen en worteltrekken. Het zijn de bewerkingen die nodig zijn bij het maken van sommen. Rekenen is het maken van sommen en is samen met taal en lezen een belangrijk schoolvak op de basisschool. Kinderen leren er wat getallen zijn, leren rekenen op papier en moeten daarna ook leren hoofdrekenen. In het onderwijs wordt ook wel gesproken van reken-wiskundeonderwijs. Rekenen staat historisch gezien aan de basis van de wiskunde.
Rekenen wordt omschreven als een proces waarin een realiteit of een abstractie daarvan wordt geordend of herordend met behulp van op inzicht berustende denkhandelingen, welke ordening in principe is te kwantificeren en die toelaat om er operaties op uit te voeren dan wel uit af te leiden.
Welke bewerkingen precies de naam hoofdbewerking verdienen, varieerde in de loop der geschiedenis nogal wat. Vroege werken over rekenkunde vermelden er vaak 7, 8 of 9. Numeratie of notatie heette nog hoofdbewerking tot in de 19de eeuw; verdubbeling en halvering duiken op als afzonderlijke bewerkingen in bijna alle verhandelingen tot aan de 15de eeuw; vierkantswortels en kubuswortels zijn hoofdbewerkingen in Arabische bronnen tot de 12de eeuw en in de populariserende werken van Alexandre de Ville Dieu (ca. 1175-1240 of 1250) en Johannes de Sacrobosco. Deze laatste twee en anderen nemen ook rijen mee als hoofdbewerking. Hindoe-wiskundigen tellen verdubbeling en halvering niet mee, maar wel veel andere praktische handelingen.

## Voorbeelden van alledaagse berekeningen
Bij een supermarkt worden aan een bemande of onbemande kassa geautomatiseerd per artikel het aantal exemplaren vermenigvuldigd met de prijs per stuk, en die bedragen voor alle artikelen opgeteld.
Bij een bank wordt bij elke mutatie van een betaalrekening geautomatiseerd het nieuwe saldo berekend.
In samenhang met dit rekenwerk verricht de computerapparatuur ook andere taken, zoals in het eerste voorbeeld het opzoeken van de prijs op basis van de streepjescode, en ten behoeve van de kassabon het opzoeken van de naam van het artikel.
Iemand kan ook bedragen van voorgenomen aankopen optellen om te bepalen of het banksaldo of het contante geld toereikend is.
Ook kan iemand voor een gegeven aantal snoepjes berekenen hoeveel ieder kind krijgt.

## Hoofdrekenen
Hoofdrekenen is het maken van berekeningen uit het hoofd. Het vindt toepassing in elke context waar technische hulpmiddelen zoals pen en papier of rekenmachines niet beschikbaar zijn. De meeste rekentechnieken met pen en papier veronderstellen ook dat sommige elementaire tussenberekeningen uit het hoofd gebeuren. Ten slotte beoefenen veel mensen het hoofdrekenen als bron van vermaak, soms ook in wedstrijdverband of als podiumkunst.

## Rekenen met pen en papier
Tot aan de algemene beschikbaarheid van elektronische rekenmachines maakten de meeste rekentechnieken die te lastig zijn voor hoofdrekenen gebruik van pen en papier om tussenresultaten op een welbepaalde manier neer te schrijven. Het Nederlandse woord som is overigens afgeleid van het Latijnse summa ("bovenste") omdat de Romeinen bij het schriftelijk optellen het resultaat boven de afzonderlijke termen noteerden.
De staartdeling is een veelgebruikt algoritme zonder gebruik van een rekenmachine, maar met gebruik van pen en papier, voor de deling van twee getallen in decimale schrijfwijze. Ook voor worteltrekken bestaan dergelijke schema's.
Ook bij het gebruik van een rekenmachine kunnen pen en papier nuttig zijn voor het noteren van tussenresultaten.

## Herkomst van de symbolen
Het gebruik van een Grieks kruis, het plusteken +, voor de optelling dateert uit de vijftiende eeuw. Het is waarschijnlijk een vervormde letter t als afkorting van het Latijnse voegwoord et, en. Het minteken – verschijnt vanaf dezelfde tijd. Het andreaskruis × voor de vermenigvuldiging verscheen voor het eerst in het Liber Abaci van Fibonacci. De dubbelepunt was al een symbool voor verhoudingen toen Gottfried Wilhelm Leibniz het in 1684 begon te gebruiken voor delen. Men gebruikt in de Engelstalige wereld de obelus ÷ meer als deelteken, een dubbelepunt met een horizontaal streepje tussen de punten.
Voor Leibniz werden delingen altijd naar Arabische traditie met een horizontale breukstreep geschreven, een praktijk die Fibonacci in Europa heeft geïntroduceerd. Het gebruik van een superscript voor machtsverheffen is door René Descartes bedacht.

## Volgorde van bewerkingen
Omdat bij het rekenen in veel gevallen een combinatie van bewerkingen voorkomt, zijn er regels voor de bewerkingsvolgorde, voor de volgorde waarin de bewerkingen worden uitgevoerd. Deze volgorde kan met haakjes worden aangegeven. Bewerkingen tussen haakjes worden eerst uitgevoerd. Wanneer er meer operaties achtereenvolgens worden uitgevoerd, is de internationale regel:
- eerst de bewerkingen tussen haakjes
- machtsverheffen en worteltrekken
- dan vermenigvuldigen en delen
- ten slotte optellen en aftrekken

Inverse bewerkingen worden hierbij als onderling gelijkwaardig beschouwd.
Op de basisschool in Nederland werd vroeger de regel "Meneer Van Dale Wacht Op Antwoord", dus machtsverheffen, vermenigvuldigen, delen, worteltrekken, optellen en aftrekken, geleerd, of "Mijn Vader Draait Worsten Op Aarde" of "Men Vaart De Waal Op en Af", maar tegenwoordig wordt meestal de internationale regel gebruikt. Een nieuw ezelsbruggetje is: "Het Mooie Witte Veulentje Draaft Op en Af", haakjes, machtsverheffen, worteltrekken, vermenigvuldigen, delen, optellen en aftrekken of: "Hoe Moeten Wij Van De Onvoldoendes Afkomen" of "Heel Mooi Weer VanDaag Op Ameland".
De berekening van 12 − 2×5 ligt voor de hand:
12 − 2×5 = 12 − 10 = 2
De berekening van 5 − 3 = 2 is gemakkelijk, maar het wordt moeilijker bij 5 − (−3). Hier geldt de regel min keer min is plus, dus
5 − (−3) = 5 + 3 = 8
De vroeger gebruikte regels zoals ze hierboven staan leiden van de essentie af, maar veranderen. Het is nu eerst vermenigvuldigen en delen van links naar rechts en daarna optellen en aftrekken van links naar rechts.
Neem 20 : 4 × 5. Volgens sommige van de regels hierboven, zoals "Heel Mooi Weer VanDaag Op Ameland", is het duidelijk, eerst moet er worden vermenigvuldigd en daarna gedeeld. Dat levert als resultaat:
20 : 4 × 5 = 20 : 20 = 1
Dit is met de nieuwe volgorde eerst vermenigvuldigen en delen van links naar rechts fout. Dat geeft:
20 : 4 × 5 = 5 × 5 = 25
De helft van de Nederlanders geboren voor 1970 kent volgens een ruwe schatting deze regel niet, omdat vroeger op de lagere school werd geleerd dat vermenigvuldigen voor delen ging. De meeste basisscholen zijn in de jaren tachtig er op overgegaan vermenigvuldigen en delen van links naar rechts uit te voeren.
De regel van links naar rechts was al geldig bij optellen en aftrekken: 5 − 3 + 1 was al 3 en geen 5 - 4 = 1.

## Onderwijs

### Nederland

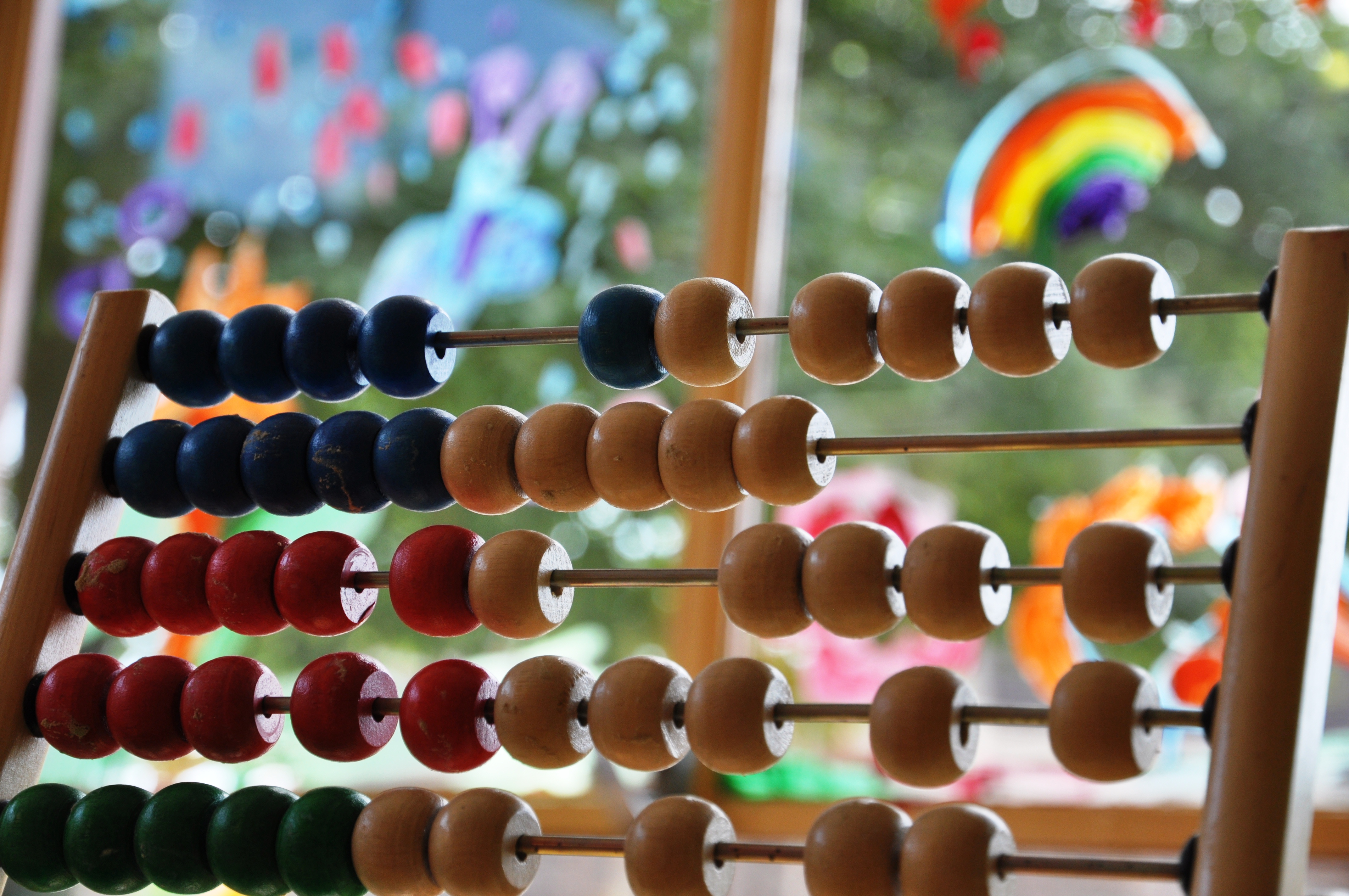
Telraam in een Nederlandse basisschool

Een bepaald rekenniveau hoort bij een gemiddelde van een groep van een basisschool. Er zijn toetsen waarmee het rekenniveau kan worden bepaald. Hiermee kan worden gekeken hoe een leerling scoort ten opzichte van de groep en welke instructie de leerling de komende periode nodig heeft. Voorbeelden hiervan zijn de toetsen van het Centraal Instituut voor Toetsontwikkeling die halfjaarlijks kunnen worden afgenomen. De Tempo Toets Rekenen, Tempo Toets Automatiseren, Schoolvaardigheidstoets Rekenen-Wiskunde en de Schoolvaardigheidstoets Hoofdrekenen van Teije de Vos en Boom Test Uitgevers worden ook veel gebruikt. Traditioneel rekenen is een rekendidactiek die bouwt op veel oefenen, op sommen maken.
Rekenen is sinds 2010 een verplicht vak binnen het Middelbaar beroepsonderwijs.

### Vlaanderen
Men bepaalt in Vlaanderen het rekenniveau, zoals ook het lees- en spellingsniveau, aan de hand van een leerlingvolgsysteem, waarbij leerlingen gestandaardiseerde oefeningen invullen. De uitslag wordt vergeleken met hun normgroep, het leerjaar dat ze volgen, en omgezet in een percentielscore. Het werkt met leerjaren van de kleuterschool, lagere school en middelbare school.

## Machinaal rekenen

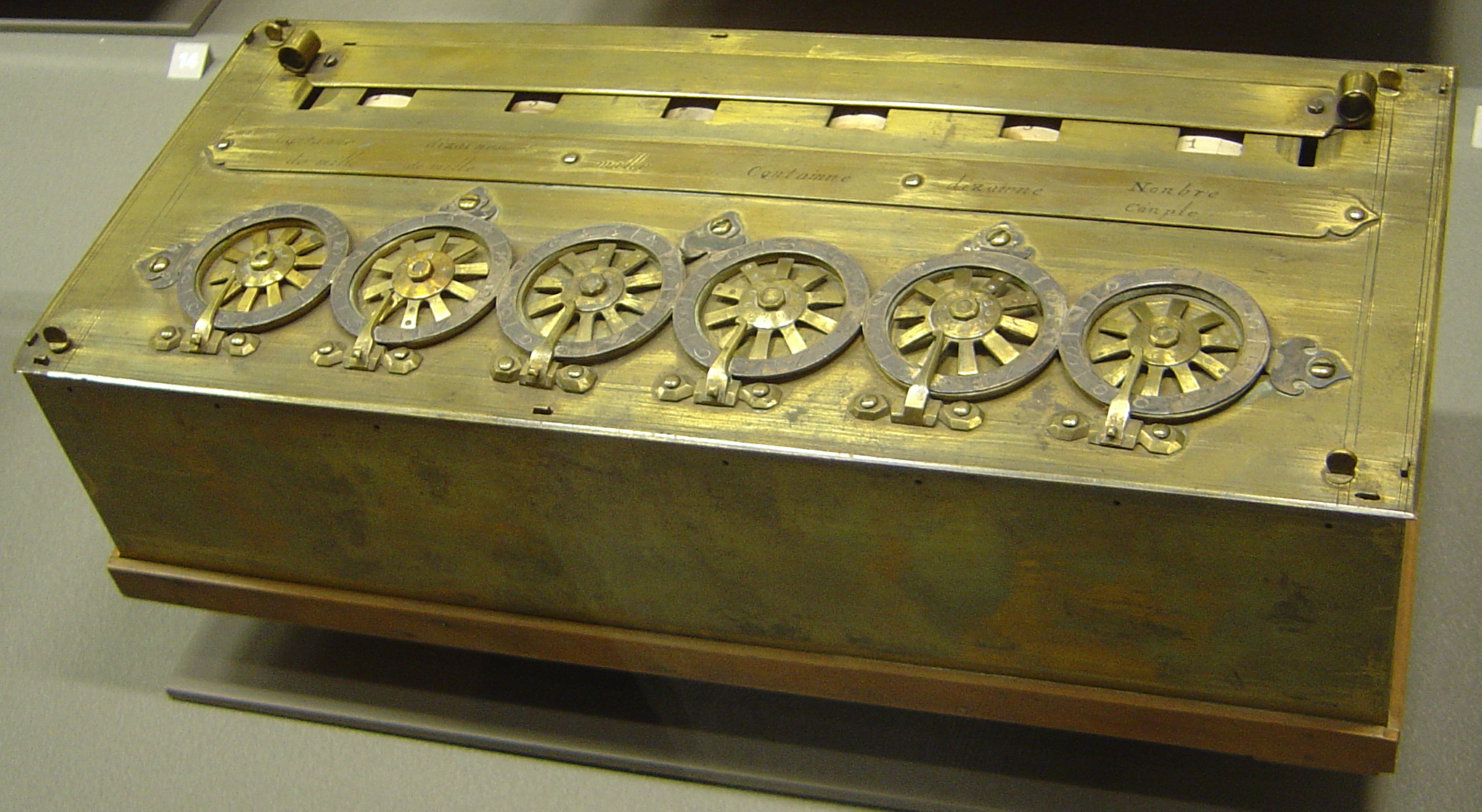
Rekenmachine, de Pascaline, gesigneerd door Pascal in 1652, Musée des arts et métiers, Parijs Inventarisnummer 823-1

De Sumeriërs en Egyptenaren gebruikten in de vroege oudheid al telramen of abaci als mechanisch hulpmiddel bij het rekenen. Vanaf de 17de eeuw verschijnen ontwerpen voor rekenautomaten en gewoonlijk wordt Blaise Pascal erkend als uitvinder van de eerste bruikbare rekenmachine, de Pascaline.
Mechanische rekenmachines werden in de loop van de 19de eeuw geperfectioneerd en op de markt gebracht. James Ritty vond in 1879 het kasregister uit om handelstransacties sneller en betrouwbaarder te laten verlopen. Gaandeweg kregen de mechanische onderdelen ook een elektrische voeding.
Het gebruik van elektrische schakelingen maakte snellere en ingewikkelder berekeningen mogelijk. Dat waren eerst relais, maar de betrouwbaarheid verhoogde aanzienlijk door het gebruik van elektronische schakelaars: vacuümbuizen en later transistoren. Hedendaagse elektronische rekenmachines gebruiken microchips die miljoenen transistoren bevatten.
Digitale rekenmachines gebruiken het tweetallige stelsel voor de inwendige voorstelling van getallen, omdat de cijfers 0 en 1 gemakkelijk kunnen worden voorgesteld door de aan- of afwezigheid van een elektrische spanning of stroom. De rekenkundige bewerkingen worden in een traditionele digitale rekenmachine door de centrale verwerkingseenheid uitgevoerd. De eerste microprocessoren konden op elementair niveau kleine hele getallen optellen en aftrekken, maar andere bewerkingen en bewerkingen met grotere getallen en kommagetallen moesten worden geprogrammeerd. Hedendaagse microprocessoren hebben gespecialiseerde hardware, een floating-point unit, om in een stap of in een klein aantal stappen complexe berekeningen uit te voeren.
De numerieke wiskunde bestudeert problemen en technieken in verband met berekeningen van continue grootheden. Hoewel ouder dan computers, heeft deze tak van de wiskunde een hoge vlucht gekend sinds de opkomst van elektronische en programmeerbare rekenmachines.
De manier waarop digitale rekenmachines met kommagetallen rekenen, en in het bijzonder ook hoe ze met afrondingsfouten omgaan, is het voorwerp van internationale standaarden zoals IEEE 754.
algebra · lineaire algebra · meetkunde · goniometrie · rekenkunde · integraalrekening · getaltheorie · speltheorie · groepentheorie · verzamelingenleer · statistiek · kansrekening · topologie